# ألبرتو ارميجو
ألبرتو ارميجو (بالإسبانية: Alberto Armijo)‏ هو لاعب كرة قدم ومدرب كرة قدم كوستاريكي في مركز الهجوم، ولد في 14 أبريل 1956 في نيكوجا في كوستاريكا. شارك مع منتخب كوستاريكا لكرة القدم. أما مع النوادي، فقد لعب مع نادي كارتاهينيس.